# Амазонас (театр)
Амазо́нский теа́тр (порт. Teatro Amazonas) — второй по величине театр в бразильском штате Амазонас, в городе Манаус. Спроектирован в 1881 году, открыт в 1896 году, в самый разгар так называемой каучуковой лихорадки в Бразилии, став одним из символов роскошной и безмятежной жизни времён «прекрасной эпохи» западной цивилизации. Поражал современников своей помпезностью. После окончания каучукового бума пришёл в запустение, но в начале 1990-х годов вновь отреставрирован. Вместимость 701 человек. Имеются партер, бельэтаж и амфитеатр.

## История
Благодаря настоящему буму каучуковой промышленности в Амазонии, слава о городе-эльдорадо Манаусе, расположенном в самом сердце бразильских джунглей, распространилась далеко за пределы самой Бразилии. После того, как в городе на деньги резко обогатившихся плантаторов был построен театр Амазонас, его прозвали «тропическим Парижем». В 1882 году правительство штата Амазонас начало строительство роскошного оперного театра. Театр был торжественно открыт в 1896 году во время председательства губернатора Филето Пирес Феррейра. Население самого города на тот момент составляло около 60 тысяч человек, а в 2008 году превышало 2 млн. Примечательно, что в 1895 году, то есть на четыре года раньше чем в Москве, в городе также появился свой трамвай. Местные плантаторы могли себе позволить оплатить гонорары самых крупных звёзд мировой величины того времени. Его стены помнят как пел Энрико Карузо и танцевала россиянка Анна Павлова.

## Архитектура и художественная ценность

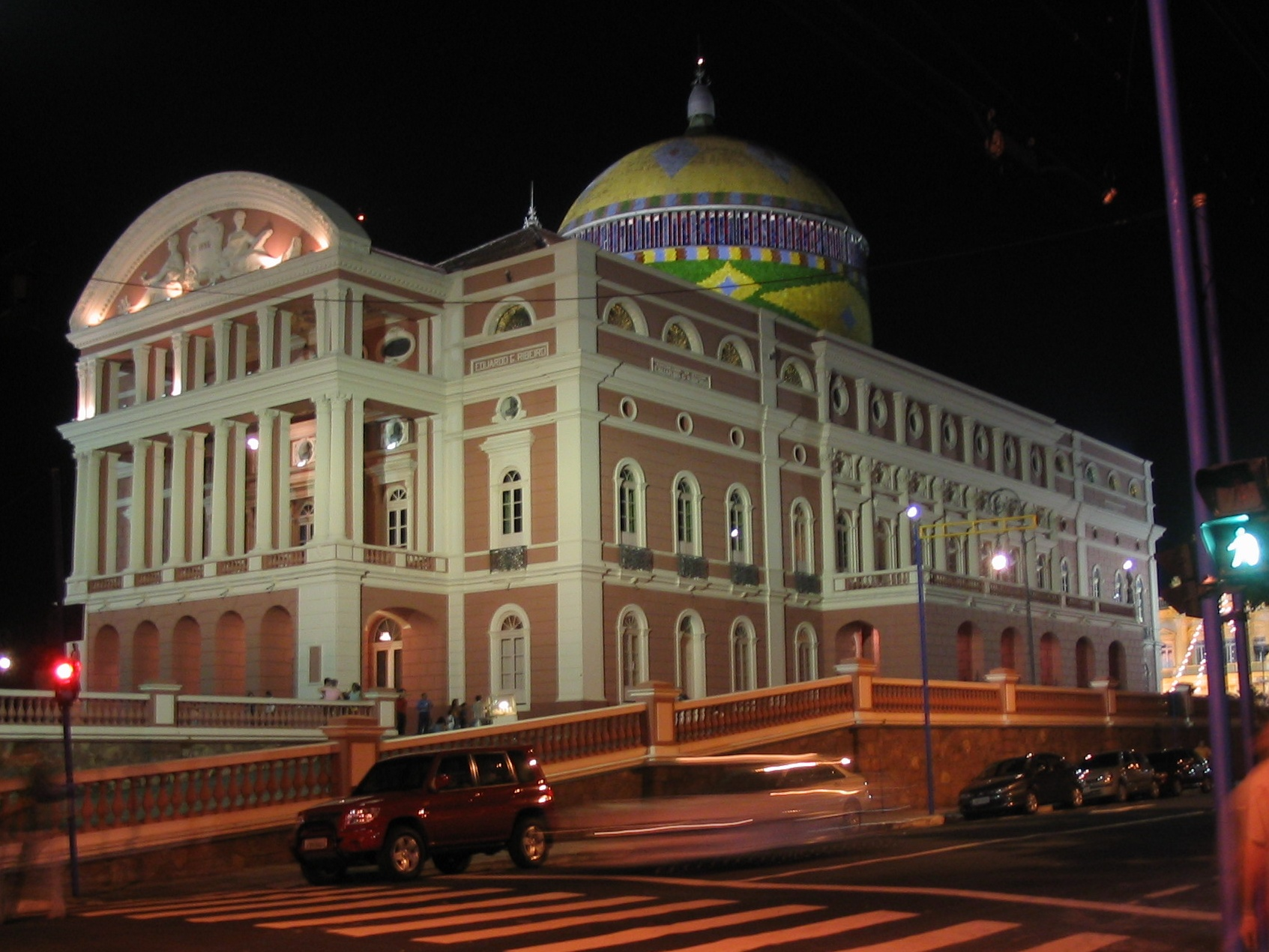
Театр в ночное время

Для создания атмосферы Старой Европы, а также из-за отсутствия местной промышленности, практически все материалы, использованные при возведении и облицовке театра, были привезены в Бразилию из Старого Света. Так железо было доставлено из Англии, медь — из Бельгии, хрусталь — из Мурано, мрамор и хрусталь закупили в Италии, черепицу для купола, полированное дерево и бронзовые детали — во Франции, а металлический каркас был изготовлен в Шотландии. Единственным бразильским материалом стала местная амазонская древесина, но и она сначала отправлялась в Европу, а затем импортировалась в Бразилию в форме уже обработанной мебели или паркета. Занавес и интерьеры театра расписал бразилец Кришну Амарал, а фойе театра оформил итальянец Доменико Анжелисо. Театр до настоящего является основным архитектурным памятником штата Амазонас. Однако после окончания каучуковой лихорадки, местные плантаторы разорились, театр пришёл в запустение, его задний двор даже зарос лианами, а его купол начал проваливаться от ежедневных тропических ливней.

## Современный театр
Интерес к театру возобновился после того, как он был показан в начале нашумевшего фильма В. Херцога «Фицкаральдо» (1982). Реставрация театра правительством штата была проведена в 1990 году, он вновь стал привлекать артистов, зрителей, туристов. В музыкальной труппе современного театра преобладают белорусы, так как своих исполнителей в Амазонии не хватает. В театре также проводится Амазонский фестиваль оперы, во время которого исполняются классические и народные спектакли с различной тематикой с местными, национальными и международными артистами. В театре предлагаются экскурсии с гидами.